# 20331 Bijemarks
20331 Bijemarks (1998 HH45) là một tiểu hành tinh vành đai chính được phát hiện ngày 20 tháng 4 năm 1998 bởi Nhóm nghiên cứu tiểu hành tinh gần Trái Đất phòng thí nghiệm Lincoln ở Socorro.